# Красюков, Пётр Акимович
Пётр Акимович Красюков (1903, слобода Нижне-Греково, Донецкий округ, область Войска Донского — 1962) — член бюро Вёшенского РК в 1930-е годы, друг Михаила Александровича Шолохова, наряду с А. А. Плотниковым, П. К. Луговым один из прототипов образа Семёна Давыдова из романа «Поднятая целина».

## Биография
Пётр Акимович сын крестьянина, 16-летним ушёл добровольцем в Красную Армию. С 1920 года был секретарём комсомольской ячейки. Служил рядовым, затем участковым милиционером, после работал делопроизводителем райисполкома. В 1930 годы его выдвинули секретарём Кашарского райисполкома. Некоторое время спустя Пётр Акимович переехал в станицу Вёшенскую уполномоченным Комзаг СНК, был избран членом бюро Вёшенского райкома партии.
Судьбы П. А. Красюкова, М. А. Шолохова, П. К. Лугового, Т. А. Логачёва особенно переплелись, когда вёшенцы стали объектом политических репрессий. После постановления Политбюро ЦК и Президиума ЦКК ВКП(б) «О проведении чистки сельских парторганизаций Северо-Кавказского края» от 4 ноября 1932 года М. А. Шолохов в письме к П. К. Луговому от 13 февраля 1933 года писал:
События в Вёшках приняли чудовищный характер. Петра Красюкова, Корешкова и Плоткина исключили из партии, прямо на бюро обезоружили и посадили. <...> ребятам обещали высшую меру (Курсив авт. — Т.К.).
4 апреля 1933 года М. А. Шолохов обратился с письмом к И. В. Сталину, в котором информировал его о голоде на Дону и преступных действиях краевого руководства. По решению Политбюро для проверки фактов, изложенных в этом письме, в Вёшенскую была направлена комиссия во главе с М. Ф. Шкирятовым.
В середине 1930-х годов в Ростовском обкоме партии было сфабриковано дело о «врагах народа». 23 ноября 1936 года был взят под стражу Пётр Акимович Красюков, «с арестом которого начался открытый поход против вёшенцев». Во время допросов П. А. Красюкова заставляли дать показания на Лугового, Логачёва и Шолохова: «Расчёт был простой: вырвать у Красюкова ложные показания на всех вёшенцев, а тогда уж добраться и до остальных, на основе этих показаний». Когда от П. А. Красюкова добиться нужных показаний не удалось, он был отправлен в Ростовскую тюрьму. М. А. Шолохова писал И. В. Сталину:
...арест Красюкова оставшиеся 6 членов бюро Вёшенского РК расценили по-разному. Луговой, Логачёв и я, зная Красюкова как исключительно честного, преданного делу партии коммуниста, считали, что арест его либо плод недоразумения, либо результат нечестных действий Тимченко <...> либо, попросту, начало открытого похода против нас. <...> Никакими пытками Красюкова не могли заставить клеветать на себя и других.
М. А. Шолохов сообщил В. П. Ставскому, что он в начале августа получил письмо на папиросной бумаге из ссылки от Красюкова, в котором тот писал, что не виновен, что следствие было неправильное и преступное. О своём состоянии в тогдашнее время Красюков говорит так:
Самая страшная пытка, ― это лишать сна. Приходилось из всех сил бороться с собой, чтобы не пойти на соблазн лёгкой смерти, не дать любое показание, которое от меня вымогали.
После письма Ставского Сталин поручил вызвать Шолохова в Москву доя беседы с ним. 25 сентября 1937 года М. А. Шолохов был на приёме в Кремле с 16.30 до 18.00. В кабинете И. В. Сталина в это время находились В. М. Молотов и Н. И. Ежов. Сталин пообещал разобраться в вопросе об ошибочном обвинении П. К. Лугового, П. А. Красюкова и Т. А. Логачёва. На специальном заседании Политбюро было рассмотрено «дело о руководителях Вёшенского района». Было принято решение в пользу просьбы Шолохова об освобождении П. К. Лугового, П. А. Красюкова и Т. А. Логачёва. 22 октября 1937 года вёшенцев освободили. 14 ноября 1937 года Ростовский обком партии принял решение восстановить на прежней работе в Вёшенском районе всех освобождённых.
8 июля 1942 года, по сообщению Ф. С. Князева, Пётр Акимович Красюков был во дворе дома писателя, когда от бомбёжки погибла его мать, А. Д. Шолохова.
Во время Великой Отечественной войны П. А. Красюков переехал в Белую Калитву, где работал председателем райисполкома, в дальнейшем проживал в Ростове-на-Дону. В военный период М. А. Шолохов упоминал Красюкова в письмах к П. К. Луговому от 24 марта 1944 года и А. А. Плоткину от 16 февраля 1945 года.